# Сопору де Кампије (Клуж)
Сопору де Кампије (рум. Soporu de Câmpie) насеље је у Румунији у округу Клуж у општини Фрата. Oпштина се налази на надморској висини од 369 m.

## Становништво
Према подацима из 2002. године у насељу је живело 1266 становника.

### Попис2002.
| Расподела становништва по националности 2002.‍ | Расподела становништва по националности 2002.‍ | Расподела становништва по националности 2002.‍ | Расподела становништва по националности 2002.‍ | Расподела становништва по националности 2002.‍ |
| --------------------------------------------- | --------------------------------------------- | --------------------------------------------- | --------------------------------------------- | --------------------------------------------- |
|                                               |                                               |                                               |                                               |                                               |
| Румуни                                        | Румуни                                        |                                               | 1.079                                         | 85,6%                                         |
| Роми                                          | Роми                                          |                                               | 181                                           | 14,4%                                         |